# Mircea Grabovschi
Mircea Grabovschi (Sighișoara, 22 de diciembre de 1952-23 de julio de 2024) fue un balonmanista rumano.

## Carrera

### Club
A nivel de club jugó toda su carrera con el Dinamo Bucarest de 1972 a 1984, logrando ser campeón nacional en 1978 y dos veces campeón de copa.

### Selección nacional
Jugó para Rumania en 199 ocasiones de 1974 a 1982 y anotó 544 goles, ganó el Campeonato Mundial de Balonmano Masculino de 1974 en Alemania Democrática y la medalla de plata en los Juegos Olímpicos de Montreal 1976.

## Tras el retiro
Luego de retirarse pasó a ser entrenador donde trabajó principalmente con el HC Argeș. También fue conocido como jugador de bridge donde llegó a ser subcampeón nacional.

## Logros

### Club
- Liga Națională (1): 1978
- Copa rumana de balonmano (2): 1979, 1982

### Selección nacional
- Campeonato Mundial de Balonmano Masculino (1): 1974

## Distinciones
- Maestro de los Deportes (en rumano: Maestru emerit al sportului), 1976
- Ciudadano de Honor de Sighișoara, 2009.[7]